# نیروهای راهبردی موشکی
نیروهای موشکی استراتژیک یا نیروهای موشکی استراتژیک فدراسیون روسیه یا RVSN RF یک شاخه نظامی از نیروهای مسلح روسیه است که موشک‌های بالستیک بین قاره‌ای مستقر در زمین (روسیه) را کنترل می‌کند. RVSN برای اولین بار در نیروهای مسلح اتحاد جماهیر شوروی شکل گرفت و هنگامی که اتحاد جماهیر شوروی در دسامبر ۱۹۹۱ فروپاشی شد به‌طور موقت نام خود را از شوروی به نیروهای موشکی استراتژیک روسیه یا سپاه موشکی استراتژیک تغییر داد.
نیروهای موشکی استراتژیک در ۱۷ دسامبر سال ۱۹۵۹ به‌عنوان اصلی‌ترین نیرو مورد استفاده برای حمله به سلاح‌های هسته‌ای تهاجمی دشمن، تأسیسات نظامی و زیرساخت‌های صنعتی ایجاد شد. این نیرو کنترل تمامی موشک‌های زمینی هسته‌ای شوروی اعم از بین قاره‌ای، میان برد و موشک‌های بالستیک میان برد با برد بیش از ۱۰۰۰ کیلومتر را بر عهده دارد. نیروهای استراتژیک مکمل در روسیه عبارت‌اند از نیروی هوایی بلند برد و زیردریایی‌های موشکی بالستیک نیروی دریایی روسیه.

## برای مطالعهٔ بیشتر
- Дороговоз И. گ. Ракетные войска СССР. - Минск: Харвест، ۲۰۰۷. - ۳۳۶ с. - شابک ‎۹۷۸-۹۸۵-۱۳-۹۷۵۱-۴
- جان G. هینز و همکاران. مقاصد شوروی 1965-1985. Braddock Dunn &amp; McDonald (BDM)، ۱۹۹۵.
- موزه استراتژیک نیروهای موشکی بایگانی‌شده  در ۱۰ مارس ۲۰۱۲ توسط Wayback Machine
- "Владимирская Ракетная Стратегическая" (موشک استراتژیک Vladimirskaya) توسط IV Vershkov و VG Gagarin؛ ولادیمیر ۲۰۰۶؛ ۴۸۰ صفحه؛
- "Оренбургская Стратегическая" (استراتژیک Orenburg) توسط YN Feoktistov؛ پرم ۲۰۰۱؛ ۳۲۸ صفحه؛ (همچنین یک نسخه ۱۹۹۷).
- "Читинская Ракетная Армия" (ارتش موشکی Chitinskaya) توسط؟چیتا، ۲۰۰۲؛ ۲۶۸ صفحه
- "История ۵۰-й Ракетной Армии I-IV" (تاریخ ۵۰ ام ارتش موشکی، قسمت ۱–۴) توسط GI Smirnov و AI Yasakov; Smolensk 2008؛ ۳۷۰ + ۳۴۲ + ۳۸۷ + ۵۶۱ صفحه
- "Стратеги" (استراتژیک) توسط VT Nosov؛ مسکو، ۲۰۰۸؛ ۲۷۶ صفحه.